# Pierre-Henri de Treyssac de Vergy
Pierre-Henri Treyssac, dit Pierre-Henri de Treyssac de Vergy, né à Bordeaux le 16 février 1734 et mort à Londres le 1er octobre 1774, est un avocat, libelliste, aventurier littéraire et agent diplomatique français.
Sa faible envergure est unanimement reconnue par les témoignages contemporains, qui n'hésitent pas à qualifier Vergy d'aventurier. Voltaire parle de lui comme d'un fou et d'un monstre de bas étage, dont les impertinences étaient à prévoir puisqu'il était de ceux qui se croyaient quelqu'un simplement parce qu'ils avaient appris à lire et à écrire, alors qu'en fait la condition d'un honnête laquais était infiniment supérieure à la sienne.

## Biographie
Né et baptisé à Bordeaux, paroisse du Puy Paulin, le 16 février 1734, il est le fils de Pierre Treyssac, notaire royal à Bordeaux, et de Marianne Ferrière. Il eut de nombreux frères et sœurs comme l'attestent les registres de la paroisse du Puy Paulin.
Avocat ou soi-disant avocat au parlement de Bordeaux, « Treyssac prétendît être de bonne famille, ses contemporains demeuraient assez sceptiques et les critiques aussi ». Il se présentait comme l'époux séparé de la fille d'une baronne de Fagan, épouse en secondes noces d'un certain Le Tourneur, ancien premier commis du bureau de la guerre à Versailles.
Après avoir dilapidé la dot de sa femme et son propre patrimoine, Vergy se fait homme de lettres. Il publie ainsi en 1762 le très controversé Les Usages qui dénonce les ridicules de son siècle et qui « souleva contre [lui] les trois quarts des sots et des femmes galantes ». Le livre provoque en effet une véritable levée de boucliers, et le jeune auteur, vraisemblablement menacé de lettres de cachet, choisit de prendre la fuite.
La protection du comte d'Argental, alors ambassadeur à la cour de Parme, ainsi que celle de la marquise de Villeroy, le firent connaître du duc de Praslin, alors secrétaire d'État aux Affaires étrangères. En 1763, il est donc envoyé à Londres comme factotum du comte de Guerchy. Ce dernier lui confie la mission de compromettre le chevalier d'Éon. Il cherche à entrer en contact avec le chevalier qui, sur la défensive, ne tarde pas à le provoquer. L'intervention de lord Halifax fait qu'un éventuel duel n'a pas lieu. Vergy troque alors l’épée pour la plume et, associé à Ange Goudar, se lance dans une guerre de libelles.
Le 2 octobre 1764, après neuf mois d’incarcération pour dettes, amer, il rédige les Lettres à M. le duc de Choiseul qu'il rend publiques à la fin de l’année, pour se venger du manque de soutien financier de Guerchy. Ces deux lettres sont assermentées par le lord-maire de Londres ; il y soutient que les comtes de Guerchy, d'Argental, les ducs de Praslin et de Nivernais ont conspiré pour perdre d'Éon. Pour Horace Walpole, ce retournement est dû au fait que d'Éon a racheté les dettes qui ont conduit Vergy en prison. Dans tous les cas, l'ancien adversaire devient allié. Et à la fin de l’année 1764, il assiste le chevalier d'Éon dans son procès contre le comte de Guerchy et témoigne en faveur de son ancien adversaire.  
À cette date, Vergy gagne sa vie en écrivant pour des périodiques qui fleurissent alors à Londres. Quoi qu'il en soit, il s'agissait de prolégomènes aux ouvrages de fiction qu'il publie entre 1769 et 1772. La seule œuvre notoire entre 1765 et 1769 est un traité philosophique en anglais, A Letter Against Reason (1767), adressé au chevalier d'Eon. Cet essai d'inspiration rousseauiste devait marquer de son ton sa production à venir. Son premier roman anglais, Mistakes of the Heart (1769), inspiré de Richardson, est plutôt bien accueuilli par la critique locale.
Par la suite, il fait imprimer en langue anglaise une série de romans sentimentaux, parfois libertins et ayant souvent recours à la forme épistolaires tel que The Lovers (1769 - 1772) inspiré de l'histoire de Sarah Lennox, The Scotchman or The World As It Goes (1770) ainsi que son Henrietta, countess Osenvor. En 1770, il livre son Defense of His Royal Highness the Duke of Cumberland qui se présente davantage comme une défense de l'adultère que de celle du duc en question. Sa Nature or, the School for Demi-rapes (1771), inspiré par la pensée de Spinoza, est une réécriture de sa De la Nature publié en français en 1762. Au total, sa production littéraires suit le goût du jour et le fait qu'il dédie ses livres « au plaisir et à la vertu dans une proportion de deux pour un » indique qu'il essaye de prendre le pouls du public. Même ses pires détracteurs parmi les critiques admettaient que certains de ses écrits avaient des mérites littéraires.
Jusqu'à sa mort, le 10 octobre 1774 à Londres, il survit de façon obscure.